# Jorginho Guinle
Jorge Eduardo Guinle (Petrópolis, 5 de fevereiro de 1916 – Rio de Janeiro, 5 de março de 2004), mais conhecido como Jorginho Guinle, foi um socialite, playboy, e herdeiro milionário brasileiro, notável por suas conquistas amorosas e falência financeira.
Após ter gastado quase todos seus bens, avaliados em cerca de 100 milhões de dólares, em festas, viagens e mulheres, Guinle faleceu aos 88 anos de idade, morando, por favor de seus novos donos, no hotel Copacabana Palace. O hotel fora fundado por seu tio, Octávio, em 1923. Declarando com orgulho nunca ter trabalhado em sua vida, Jorginho publicou uma autobiografia cujo título resumia seu estilo de viver: "Um Século de Boa Vida". Casou-se quatro vezes, tendo três filhos de três desses casamentos.
Por seu trânsito na alta sociedade ao redor do mundo, foi convidado a ser embaixador informal do Brasil nos Estados Unidos, a pedido do Departamento de Imprensa e Propaganda durante a ditadura Vargas, e representante de "assuntos sul-americanos" em Hollywood, a pedido de Nelson Rockefeller. O acesso aos estúdios fez com que se gabasse de conquistas como Marilyn Monroe (com quem teria feito sexo "duas vezes"), Rita Hayworth (namorada durante três meses) ou Jayne Mansfield (a quem definiu: “corpo escultural e ninfomaníaca”). Foi um grande aficionado pelo jazz e, por isso, foi autor da primeira obra no Brasil sobre o estilo musical.
Sua filosofia ao fim da vida procurava manter o título de "maior playboy do Brasil", dizendo que “Nenhum playboy de hoje pode ser meu sucessor. Todos têm um grave defeito: eles trabalham” e concluía que: “O segredo do bem viver é morrer sem um centavo no bolso. Mas errei o cálculo e o dinheiro acabou antes da hora”.

## Origens familiares: riqueza e gastança

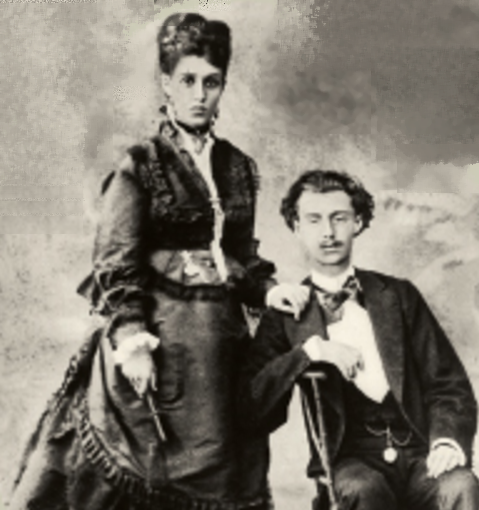
Os patriarcas Eduardo e Guilhermina.

A família teve sua fortuna originada com Eduardo Palassin Guinle (1846-1912), que no centro do Rio de Janeiro estabelecera por volta de 1870 um armazém de produtos importados em sociedade com Candido Gaffrée, ambos gaúchos, chamado "Aux Tuileries", e logo expandiria suas atividades para a construção de estradas e ferrovias, e aquisições imobiliárias - até finalmente conseguirem uma concessão de 90 anos que os tornaria milionários: o porto de Santos.
Em 1882 a sociedade recebeu autorização para a reforma e consequente administração do porto, que logo se tornaria o principal escoadouro da maior riqueza do país, na época: o café; isto viria a gerar durante nove décadas uma renda estimada em valores corrigidos a fortuna de 92 bilhões de dólares. Outros investimentos foram acrescidos, ao longo da história, como em petróleo, geração elétrica e, por fim, o Banco Boavista. Dentre as muitas propriedades da família estava a luxuosa residência de campo conhecida por Granja Comary, hoje centro de treinamento da Seleção Brasileira de Futebol, deixando marcas arquitetônicas na capital fluminense como o Hospital Gaffrée e Guinle na Tijuca, a sede do Parque da Cidade ou o Palácio de Brocoió.
A riqueza, contudo, não evitava que a fortuna acabasse: foi o que aconteceu ao primogênito de Palassin Guinle,  Eduardo Guinle (1878-1941), que em 1913 mandara erguer por residência, com projeto do arquiteto Joseph Gire, o Palácio Laranjeiras (hoje pertencente ao governo estadual) imitando o Casino de Monte Carlo e com luxos únicos no país: mármore carrara, granito húngaro, tacos vindos da Bélgica e móveis com folhas de ouro francês - mesmo país do escultor dos dois leões de pedra que guardam a entrada, em tamanho natural: Georges Gardet, responsável por um leão no Jardim de Luxemburgo, em Paris. A obra, ao final, acabou levando-o à falência - algo que viria a se repetir na família, dona de fortunas gastas de forma "colossal" até a ruína.

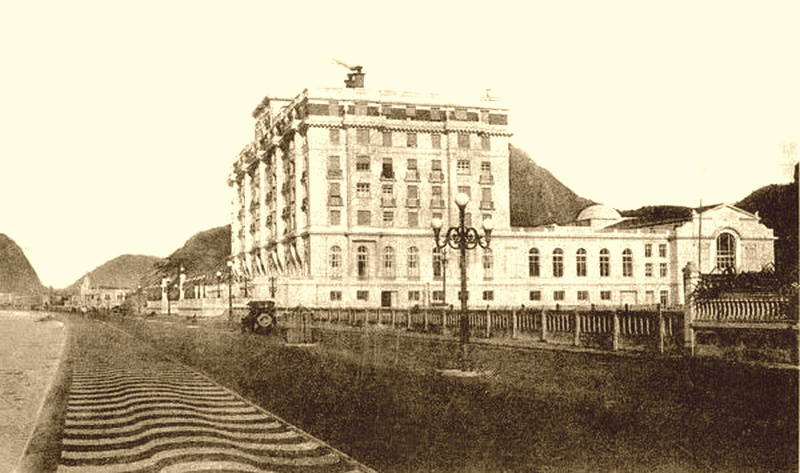
Vista do Copacabana Palace, no ano de sua inauguração - palco de muitos momentos na vida de Jorge Guinle.

A esposa do patriarca, Guilhermina (1854-1925), além de dividir o leito com o sócio do marido (e que seria pai de três dos seus sete filhos), tinha excentricidades como levar por dutos subterrâneos a água do mar até sua piscina, na mansão na Avenida Atlântica, em Copacabana. Quando morreu o marido este deixou uma fortuna avaliada, em valores atuais, em 2 bilhões de dólares.
Dentre outros fatores que marcaram a derrocada do clã a mudança da capital para Brasília foi um duro golpe para a família Guinle que, assim, perdia o acesso que tinha aos gabinetes governamentais no Rio.
O arquiteto e comerciante Eduardo Campello Guinle, bisneto do patriarca, declarou em 2015: “Embora o empreendedorismo fosse a marca da família, a gastança também era. Eu, por exemplo, não herdei nada”. Nenhum outro da família, contudo, granjeou mais fama de perdulário do que Jorginho Guinle.
Compunha o clima favorável para que surgisse a figura de Guinle como bon vivant a predisposição do Rio de Janeiro em se tornar uma cidade cosmopolita: "Hollywood, cinema, Paris, a boate Vogue, belas mulheres, o Copacabana Palace, a ociosidade movida a champanhe e caviar estavam no ar e esse caldo de cultura fútil formou o pano de fundo... [que viria a] destacar-se nas colunas sociais assinadas por Gilberto Trompowsky, Jacintho de Thormes, Ibrahim Sued e Maria Cláudia Bonfim, entre outros.”

## Primeiros anos debon vivant

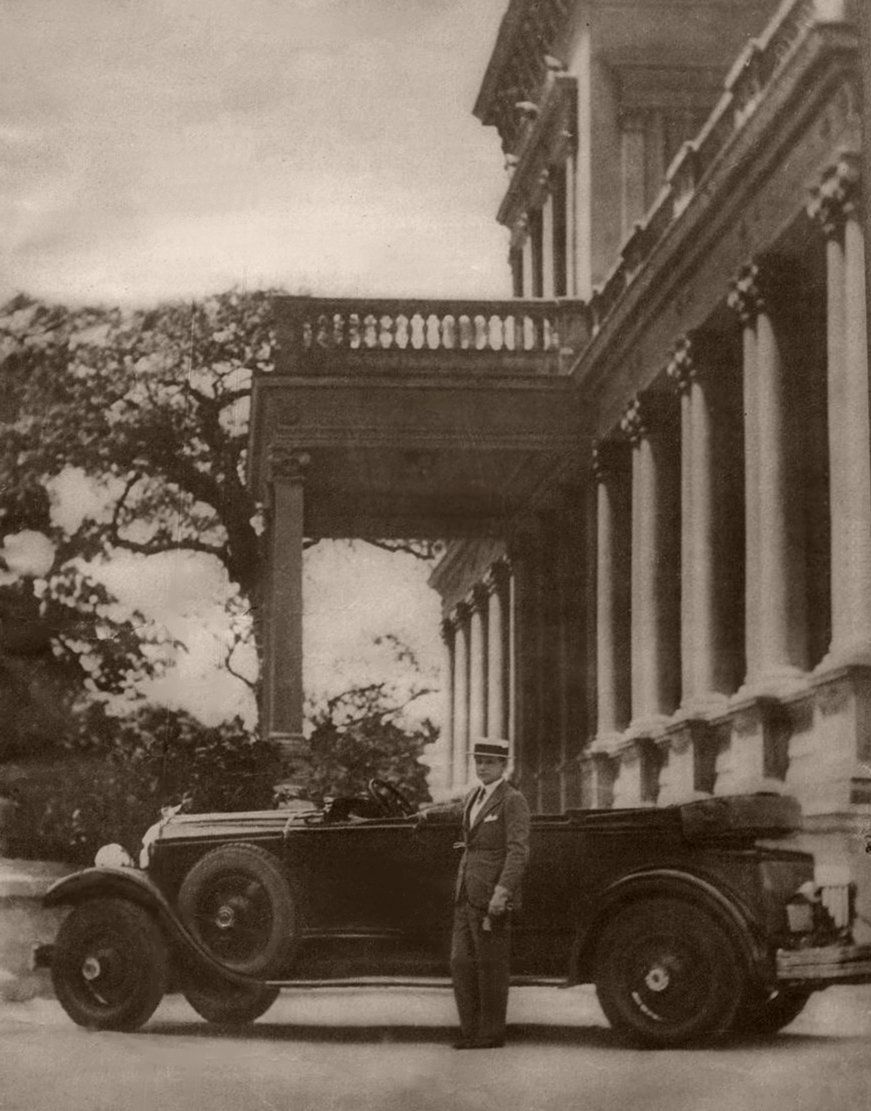
O pai Carlos nos jardins do palácio de Botafogo, ao lado do caríssimo Chrysler Imperial, em 1928.

Jorginho era filho de Carlos Guinle (1883-1969), um dos que seriam na verdade fruto do adultério da matriarca Guilhermina, e Gilda de Oliveira Rocha Guinle. Sua mãe era filha do português Manuel Jorge de Oliveira Rocha (o "Rochinha"), que fundou em 1894 o jornal carioca A Notícia, vespertino que deixou de circular em 1998.. Seu pai erguera uma mansão também em Botafogo, onde hoje é o Centro Empresarial Argentina, e nos jantares em família ele sempre usava black-tie. Ali hospedaram, em 1930, o então governador de Nova York Franklin Delano Roosevelt.
Jorginho foi educado na infância por uma preceptora alemã que, segundo ele, tivera um irmão que havia sido companheiro de Lênin e, por isso, ela o influenciou a tornar-se um "marxista"
Em 13 de agosto de 1923, na festa de inauguração do Copacabana Palace (o "Copa") Jorginho então com 7 anos conheceu aquele que seria seu amigo por toda a vida e também futuro playboy, Joaquim Monteiro de Carvalho, o "Baby", então com 10 anos. Mais tarde combinaram que se um dos dois ficasse pobre o outro ajudaria - e Baby cumpriu a promessa, quando o amigo perdeu a fortuna. Filatelista, chegou a ganhar selos de Santos Dumont.
Jorginho tinha 12 anos quando começou a gostar de jazz, mas lembra que desde bem novo estava afeito ao cenário musical, pois seu tio Arnaldo fora o mecenas de Pixinguinha, o pai bancara os estudos de Villa-Lobos na Europa e o Copa era um dos palcos privilegiados da música, no Rio. Segundo ele, gostar de jazz foi um ato de rebeldia, pois o pai detestava o ritmo: "...dizia que era bagunça, não música.” Desde então passou a comprar todos os discos de jazz, até sua primeira ida aos Estados Unidos. Isto ocorreu em 1939, quando tinha 23 anos.

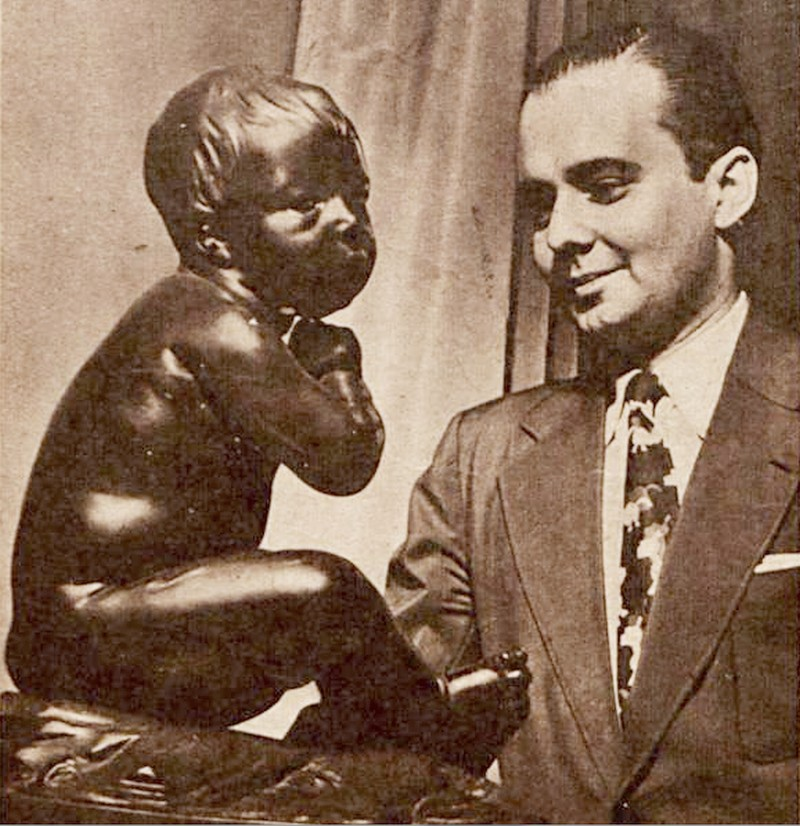
Jorginho, na casa dos pais.

Teria ainda estudado filosofia (como autodidata e no Collège de France em 1938, com o professor Le Roy na cadeira de Henri Bergson), declarando-se epicurista. Sobre ser comunista, ele declarou: “Eu também era. Eu não fazia parte de nada, mas tinha admiração pela doutrina. Não era engajado, nem mesmo... como é que se chamava o pessoal que era capitalista mas ajudava o marxismo?... Inocente útil! Inocente nunca fui... Útil eu já fui.”
Em sua autobiografia Jorginho registrou, sobre Paris e sua vida noturna da juventude: "Montmartre era o grande centro. Pigalle. Todos os shows com mulheres de seios de fora. Um lugar apresentava mulheres completamente nuas! [...] Havia um cabaré luxuosíssimo que só se tomava champanhe, uísque era raríssimo. Na Scherazade, boate onde se apresentou Pixinguinha, não se podia tomar uísque, só champanhe. Ou vodca, porque era uma casa russa [...] 0fereciam coktails de uma variedade imensa, coloridos, e o rei dos coktails era o martini"; a capital francesa, nas décadas de 1930 e 1940 influenciou a noite do Rio, onde ao lado dos cassinos do Copa e da Urca e outros locais do centro da cidade como o Café Nice, o público jogava bacará ou roleta, via números artísticos onde muitos deles eram protagonizados por "belas e por vezes exóticas mulheres estrangeiras" (sic) e tinham na sua frequência "os políticos, os homens de negócio, os
boêmios, os artistas e grande número de prostitutas".

## Cidadão do mundo e das festas

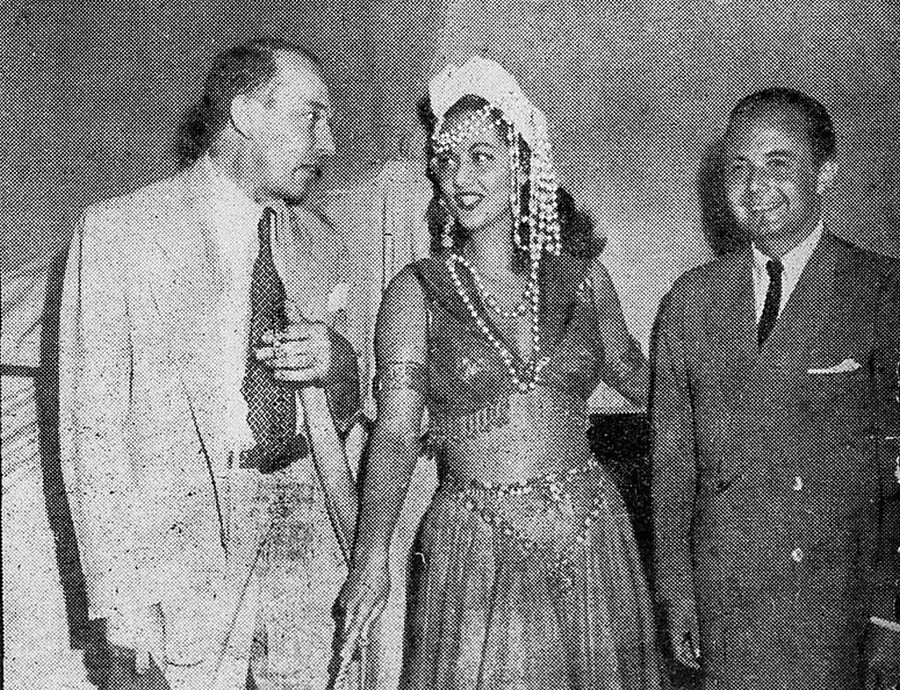
Raul Bopp, cônsul brasileiro em L.A., atriz Maria Montez e Guinle - "representante do DIP em Hollywood", em registro de A Scena Muda, 1943.

Aproveitando-se da fama internacional da família, Jorginho resumiu sua estratégia para ser aceito no jet set: “O importante não era a quantidade de dinheiro que você tinha, mas devia aparentar ter muito. Era importante ter classe, se apresentar como dono do Copacabana Palace, amigo do Rockefeller”
Dentre os fatos históricos que teria testemunhado ou mesmo participado, Jorginho em 1942 assistiu às gravações do filme Casablanca, justamente na cena em que Humphrey Bogart pedia ao pianista para tocar As Time Goes By. Teria, ainda, assessorado Walt Disney na criação da sua personagem brasileira, o Zé Carioca.
Nos anos 1940 recebia da mãe uma mesada de US$ 60 mil, em valores atualizados. Sua presença em Hollywood mereceu uma matéria de primeira página do Los Angeles Herald-Examiner, de autoria daquela que foi a primeira colunista de cinema dos EUA, Louella Parsons. Passou a ser então companheiro preferido de personalidades como Errol Flynn, Howard Hughes ou Bruce Cabot; uma vez com Flynn e Cabot saíram com Lana Turner, Veronica Lake e Linda Darnell. Além destes, fora companheiro de farras de Orson Welles, Ronald Reagan, Mervyn Leroy e outros.
Seu papel diplomático tornou-se semi-oficial quando os Estados Unidos, temendo a influência nazista no Brasil e outros países da América Latina, fez com que fosse procurado por Nelson Rockefeller, que então ocupava a coordenação do governo para assuntos interamericanos (Coordinator of Inter-American Affairs), para que atuasse em prol dos Aliados, tanto na terra natal quanto nos EUA.

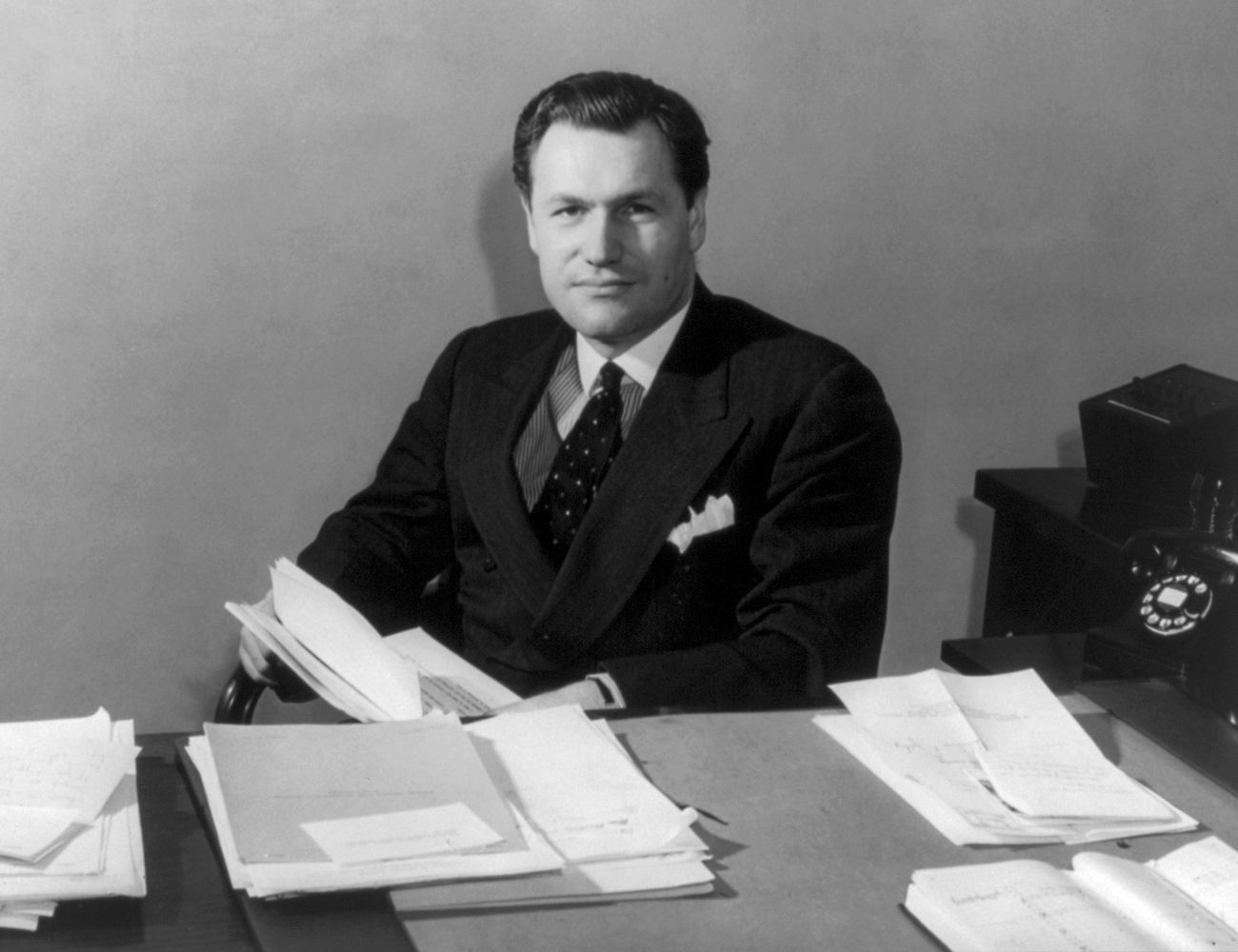
Nelson Rockefeller, coordenador para assuntos interamericanos da política de boa vizinhança dos EUA: a seu pedido Guinle se tornou um elemento de ligação com o Brasil.

Guinle acabou ajudando a divulgar o Rio de Janeiro como uma das cidades mais glamorosas do mundo e, em Hollywood, por seu encanto e modos polidos tornou-se uma pessoa querida pelas estrelas e donos de estúdios - onde ganhou a tarefa oficial de revisor de roteiros para conferir, por exemplo, que personagens brasileiros falassem o português e não espanhol. Na "capital do cinema" chegou a compartilhar um apartamento com Errol Flynn.
Jorginho conhecera Vinícius de Morais nos Estados Unidos, no ano de 1942 quando aquele era vice-cônsul do país em Los Angeles e o cônsul era o escritor Raul Bopp; no consulado também trabalhava o autor gaúcho Érico Verissimo. A amizade começara por meio de um amigo em comum, o turco Nesuhi Ertegun – que mais tarde acabaria por ajudar Pelé ao fundar o New York Cosmos – e junto ao irmão havia criado uma pequena gravadora de jazz (a Crescent Records), mais tarde vendida à Atlantic Records por 19 milhões de dólares.
Por meio do Jorginho, por sua vez, Vinícius conhecera Jack Warner, Darryl Zanuck e artistas considerados “de sociedade”, como Marlene Dietrich e Greta Garbo. Um dia ele ligou ao Jorginho – representante do "Coordinator of Inter-American Affairs" - para que apresentasse um estúdio ao então ministro da Guerra, Eurico Gaspar Dutra; era um feriado, ninguém estaria gravando naquele dia mas Jorginho descobriu que estavam filmando A Canção de Bernadette, na 20th Century Fox e, num intervalo em que as atrizes vestidas de freiras pararam para fumar, como fazem quando ia uma visita importante, foram tirar fotos junto ao general que, ao lado daquelas personagens, agradeceu ao playboy: “Jorge, que bom que estou tirando uma foto com as freiras! A Santinha, minha mulher, vai gostar disso.”
Guinle, Vinícius e Orson Welles formaram um trio de admiradores do jazz de Nova Orleans nos EUA, e um dia este último o convidara para conhecer o maestro Stokowski para lhe darem uma “aula de jazz”.
Jorginho fora amigo de Carmem Miranda que conhecera ainda no Rio e depois reencontrou nos EUA, para onde ela se mudara em 1939; seu depoimento sobre a cantora e atriz luso-brasileira, quando já tinha mais de 80 anos, foi o primeiro que deu base às pesquisas do biógrafo Ruy Castro em sua obra sobre ela.
Quando de sua segunda visita ao Brasil em 1946, desta feita pilotando o próprio avião, o astro Tyrone Power teceu rasgados elogios à cidade, e relatou que fizera uma visita à Ilha de Brocoió a convite do governo brasileiro e do Jorge Guinle.
A visão para as mulheres não se repetia com os negócios: quando o amigo Alfred Bloomingdale lhe propôs sociedade num empreendimento ele recusou, perdendo assim a chance de ser sócio de nada menos que o pioneiro cartão de crédito, o Diners Club.
Em 1953, na Granja Comary, o então presidente Vargas fez uma visita em companhia do ministro Horácio Lafer e terminou como árbitro de uma partida de futebol entre os membros da família Guinle, revelando o grau de intimidade que tinham com o poder.

### Trabalho oficial

Até sua coleção de trens em miniatura foi vendida, na velhice.
Retrato sob a guarda do Arquivo Nacional (Brasil).

Em portaria conjunta dos ministérios da Educação e das Relações Exteriores de 16 de maio de 1952 fora criada uma comissão provisória encarregada de elaborar os estatutos do festival da qual faziam parte Jorge Guinle, Vinicius de Morais, Guilherme de Almeida, Herbert Moses, Francisco Matarazzo Sobrinho, entre outros.
Como aquele ano marcaria dos 400 anos da cidade de São Paulo, o governo do estado participou junto ao federal, e a programação do evento ficou dividida entre a capital paulista e a carioca; Jorginho foi nomeado pelo Ministro, em 1953, membro da comissão permanente de organização e depois suplente naquela que foi encarregada de sua execução; o papel de Jorge Guinle era de articular a participação da indústria cinematográfica estadunidense no Festival.
Em 1953 o presidente da república Getúlio Vargas assinou decreto designando Jorge Guinle delegado oficial do Brasil junto à XIV Mostra Internacional de Arte Cinematográfica, em Veneza, que se realizou de 11 de agosto a 4 de setembro daquele ano.
Em dezembro de 1953 Jorginho trouxe ao Brasil o representante da Motion Picture Association of America, Robert J. Corkery, onde este anunciou o interesse dos estúdios pelo novo Festival, e veio conhecer os locais, anunciando trazer duas tecnologias até então inéditas no país: o Widescreen e o Cinemascope.
No Festival de Cannes de 1959, como delegado oficial do Brasil, assistiu à estreia de Orfeu Negro baseado na peça de Vinicius de Morais, que foi aplaudido de pé e o grande vencedor da Palma de Ouro.
A colaboração com o governo foi assim resumida pelo historiador Clóvis Bulcão: "O esquema Jorginho-Vargas era simples, barato e eficiente. Ele convidava as atrizes, a companhia aérea Varig, com apoio estatal, dava as passagens e o Copacabana Palace hospedava. Foi assim que o carnaval do Rio de Janeiro atraiu a atenção da mídia estrangeira."

## Vida de playboy: "prazer sem responsabilidade"

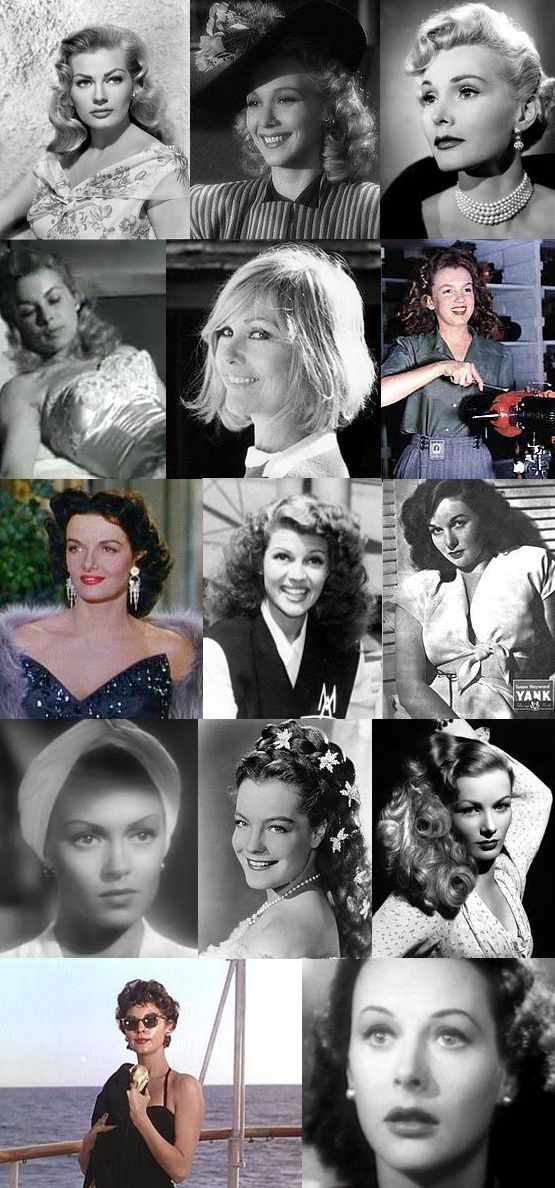
A partir do alto, algumas das atrizes que se relacionaram com Guinle: Ekberg, Landis, Gabor, Leigh, Novak, Norma Jean, Russell, Hayworth, Hayward, Turner, Romy, Lake, Ava e Lamarr.

Jorginho foi um amigo ou rival de outros famosos conquistadores, como Porfirio Rubirosa, Howard Hughes, Ali Khan e Aristóteles Onassis. Ele próprio foi um dos playboys mais famosos do mundo. Declarou que não gostava de festas, e só as suportava porque nelas havia um "nobre" motivo para frequentá-las: as mulheres. Tinha acesso livre a todos os estúdios e quando queria ligava para um deles, perguntava o que estavam filmando e ia lá, assistir às gravações.
A conduta donjuanesca e sexista era algo valorizado na cultura de seu tempo, como se pode ver no relato do escritor J. F. dos Santos em seu livro de 1998 "Feliz 1958: o ano que não devia terminar", onde ele diz que: “O brasileiro deixava de ser um vira-lata entre os homens e o Brasil um vira-lata entre as nações. Não havia mais motivos para chorar o gol arrasador do uruguaio Ghiggia, oito anos antes, ou as duas polegadas da Marta Rocha. Café pequeno, xaveco. A taça do mundo era nossa, assim como a Marilyn Maxwell, atriz americana que veio pular o carnaval aqui e o Jorginho Guinle, crau, botou-lhe a bola no fundo da rede, marcando mais um golaço para as nossas cores. A palavra orgulho entrou na moda e, será coincidência?, foi justo aí que tudo passou a ser bárbaro. Era bárbaro, por exemplo, andar na pioneira escada rolante da Sears. Era bárbaro ser do mesmo país da Maria Ester Bueno, que no mês seguinte ao dos canarinhos foi campeã de duplas em Wimblendon.”
Sua altura estava entre 1,60 m e 1,63 m. Procurava compensar com uso de sapatos com saltos internos que lhe aumentavam 8 cm - o que ainda o mantinha mais baixo que as namoradas, mas não muito. A baixa estatura nunca fora-lhe empecilho: tinha preferência por mulheres altas e pelas atrizes de Hollywood, frequentando todas as festas que podia do circuito Rio, Los Angeles, Nova York e Paris, tentava conquistar o máximo de mulheres possível. Levava com humor quando sua altura servia de piada, como por exemplo lembrando de quando fora apresentado por Mervyn LeRoy a Harry Cohn, o chefe da Columbia Pictures, e este falou ao amigo: "Por que você trouxe o seu jóquei com você?" Tinha olhos azuis, e um "charme suave".
Uma de suas belas namoradas foi a atriz e pin-up Carole Landis, em julho de 1942, antes de ela iniciar sua USO tour às tropas americanas; no mesmo ano ela teve vários outros namoros. Dizzy Gillespie em sua autobiografia relembra sua passagem no Brasil: Jorginho estava com a Susan Hayward - uma das muitas “starlets” que ele trazia para o sul da América Latina - e lhe dera uma festa "fabulosa".
Danuza Leão lembra o relacionamento de Jorginho com a atriz Hedy Lamarr onde, após dois dias juntos, ela pedira-lhe como "lembrança" um desenho de Picasso à venda numa galeria, onde a obra custava em valores da época a pequena fortuna de 70 mil dólares; sem o dinheiro, ele pediu emprestado a um primo que, sensatamente, se recusou a patrocinar o que considerava loucura: Jorginho então mandou um bilhete à amante onde dizia-lhe não haver comprado o mimo porque ela "valia muito mais".
Kim Novak e Guinle saíram fantasiados pelas ruas do Rio de Janeiro, após um baile de carnaval. A notícia, que saíra na revista de maior circulação da época O Cruzeiro de 19 de março de 1960 revelava que a atriz, noiva, dizia “amar o amor” e andava em companhia do anfitrião Jorginho – inclusive no baile de carnaval do Teatro Municipal onde ficara apenas 15 minutos e saíra para as ruas. Numa prova de simplicidade de Kim, um dia foi com Jorginho e outro amigo comer uma pizza na Cantina Sorrento. Jorginho levou-a para conhecer o presidente Juscelino Kubitschek e, segundo disse: "Eles se divertiram muito, porque os dois eram de origem tcheca”.
Ainda em 1960 Jorginho namorou a bela miss Brasil, a baiana Marta Rocha; ela, já viúva e ele divorciado, apareceram como um casal na imprensa em julho e outubro daquele ano.
Conheceu Marilyn Monroe quando esta tinha apenas 20 anos, em 1946, e iniciava sua carreira no cinema. Ainda com o nome de Norma Jean Baker ela trabalhava animando festas de Hollywood e Jorginho, então com 31 anos, estava em uma casa alugada por Howard Hughes e dera 100 dólares a um rapaz de nome All Davies, que fazia a ligação com as garotas, que lhe contratasse os serviços de uma delas - e Norma Jean fora a que se apresentou. Norma Jean não foi exceção, em 1985 ele declarou sua predileção por profissionais do sexo: “Sempre tive muitas amigas entre as prostitutas. Puta não enche o saco e não quer que você troque sua mulher por ela (...) Ela não fica te telefonando e não te exige mais nada”
Em 5 de março de 1962 ele telefonou para Monroe, quando ela fora ao México para receber ali o título de "artista mais popular do mundo", compromisso que a fizera cancelar uma vinda ao Brasil, para o carnaval, e disse-lhe que viria em outra ocasião. Em agosto Jorginho voou para a Califórnia, a fim de encontrar Marilyn e acompanhá-la ao Festival de Cinema de Veneza; levava para ela um colar de topázios com que um amigo joalheiro tencionava presenteá-la, mas foi surpreendido com a notícia de sua morte; ele então recuperou-se do susto na suíte do Beverly Hills Hotel, consultou sua agenda e ligou para Jayne Mansfield, recentemente divorciada, presenteando-a com a joia que seria da estrela rival falecida - e ficaram juntos por dois anos.
Mais cedo, em 1962, Janet Leigh veio ao Rio e, com Jorginho, presenciou à estreia do espetáculo "Skindô", durante as comemorações do quarto centenário da cidade. Leigh viera, em outubro de 1961 ao Brasil, em companhia do ainda marido Tony Curtis e das duas filhas Kelly e Jamie, de 5 e 2 anos respectivamente; ele ia à Argentina para filmar e depois voltaram para Hollywood onde, após algumas semanas, anunciaram "férias conjugais" e ela voltou ao Brasil. Quando se divorciaram, no meio do ano, a imprensa passou a cogitar que ela e Jorginho se casariam em breve.
Suas conquistas amorosas fizeram com que deixasse sua marca como grande Don Juan daquela época em Hollywood; além das duas atrizes citadas conquistou Ava Gardner, de quem declarou ser "a mulher mais bonita que Hollywood já viu", Anita Ekberg, Veronica Lake, Romy Schneider, Kim Novak, Hedy Lamarr, Susan Hayward, Zsa Zsa Gabor, Rita Hayworth, Lana Turner, Jane Russell.
Muitas destas conquistas ele trazia para o Rio, hospedando-as no Copa; as imagens das estrelas tomando champanhe ali, diante da praia de Copacabana e brincando o carnaval fizeram com que tanto o hotel quanto o próprio Guinle se tornassem símbolos internacionais do país. Foi nos mármores do Copa, por exemplo, que Ginger Rogers o ensinou a dançar, segundo o jornal The Telegraph; ela estava em crise no casamento com o astro francês Jacques Bergerac, que lhe fora infiel e, segundo Ruy Castro, teria resistido ao assédio de Jorginho no carnaval de 1955. A cronista Luciana Fróes cita que, quando criança e seu pai tinha casa em Teresópolis, "ficava no gramado da Comary, onde hoje treina a seleção brasileira de futebol, esperando o Jorginho passar de carro com alguma artista de Hollywood."
Em sua casa Marlene Dietrich cantou, acompanhada ao piano por Burt Bacharach. E os jornais da época disseram que ele fora o homem pelo qual Janet Leigh deixara Tony Curtis. Linda Christian foi mais uma das que tiveram o affair com Jorginho amplamente divulgado na imprensa estadunidense.
Dentre as conquistas no Brasil estava Eliana Pittman, em 1964: a famosa coluna Mexericos da Candinha, da Revista do Rádio dizia que D. Ofélia, esposa do músico Booker Pittman estava "chateada" com o namoro da filha. Em 1962 a mesma revista insinuara um encontro dele com a cantora Maysa, numa pescaria em que o anzol ficara preso no olho da artista, e em 1961 a "Candinha" dava conta do romance com a atriz Sônia Dutra.
Em 1967, durante o concurso para Miss Universo que ocorrera no Brasil, Jorginho fez as candidatas quebrarem o protocolo do evento levando-as para as praias de Ipanema e de Copacabana com biquínis, ao invés dos tradicionais maiôs da marca Catalina e, à noite, levou as garotas ao Le Bateau, então o mais exclusivo nightclub do Rio.
Foi o "último" de sua espécie, segundo The New York Times, e retrato de uma era antes da II Guerra Mundial em que pouco havia de consciência social, passando a vida em busca do prazer e sem nenhuma responsabilidade. Por isso, ao final da vida, para ele era melhor se lembrar do passado distante do que o ano anterior - como o Reveillon de 1949, onde fora a nove festas em Nova York, incluindo uma para Greta Garbo e outra na casa de Billy Rose.
O poeta e jornalista espanhol Miguel Ángel Molinero  (1948-2007) resumiu assim sua trajetória de conquistas: "Guinle havia navegado desperto, em calmaria, por geografias que os demais guardavam na retina, para os sonhos".

## Vida familiar e privada
Apesar de declarar que nunca trabalhou, ele teve um emprego por trinta anos: recebia salário da Companhia Internacional de Seguros, pertencente à família - embora garantisse que ia lá raramente.

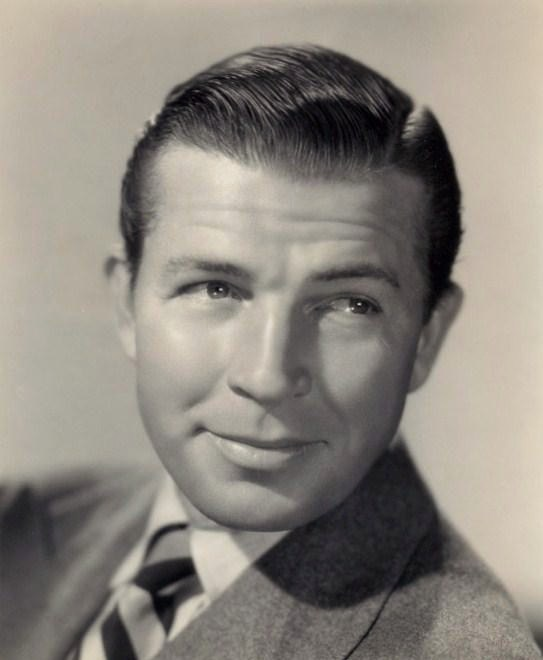
O ator Bruce Cabot, estrela do primeiro filme de King Kong, foi um dos padrinhos de casamento de Jorginho e Dolores.

Sua primeira esposa, Dolores Sherwood Bosshard, no dizer de Danuza Leão em relação às muitas conquistas dele: "talvez tenha sido a mais bonita de todas elas. Bonita, não: deslumbrante -- e altíssima." Dolores foi considerada pela célebre colunista social estadunidense Elsa Maxwell "sem dúvida uma das mulheres mais belas do mundo" Errol Flynn foi padrinho de seu casamento com ela. O casamento, divulgado no Brasil apenas quatro dias depois, ocorrera em Hollywood, no dia 2 de outubro de 1944, num cartório de Beverly Hills. O casal voltou ao Brasil a 7 de janeiro de 1945, ocasião em que o Diário de Notícias publicou a seguinte nota: "Pelo "clipper" da Pan American World Airways, chegou anteontem, de Miami, o sr. Jorge Eduardo Guinle, acompanhado de sua esposa, sra. Dolores Sherwood Guinle, da sociedade californiana. O casamento dos dois jovens, que pertencem a duas importantes famílias do Brasil e dos Estados Unidos, realizou-se no dia 2 de outubro do ano passado, em Hollywood. Celebrou o ato o juiz Cecil Holland e foram padrinhos o sr. Bruce Cabot e o cônsul do Brasil em Los Angeles, sr. Raul Bopp, e sua esposa, sra. Maria Guadalupe Bopp."

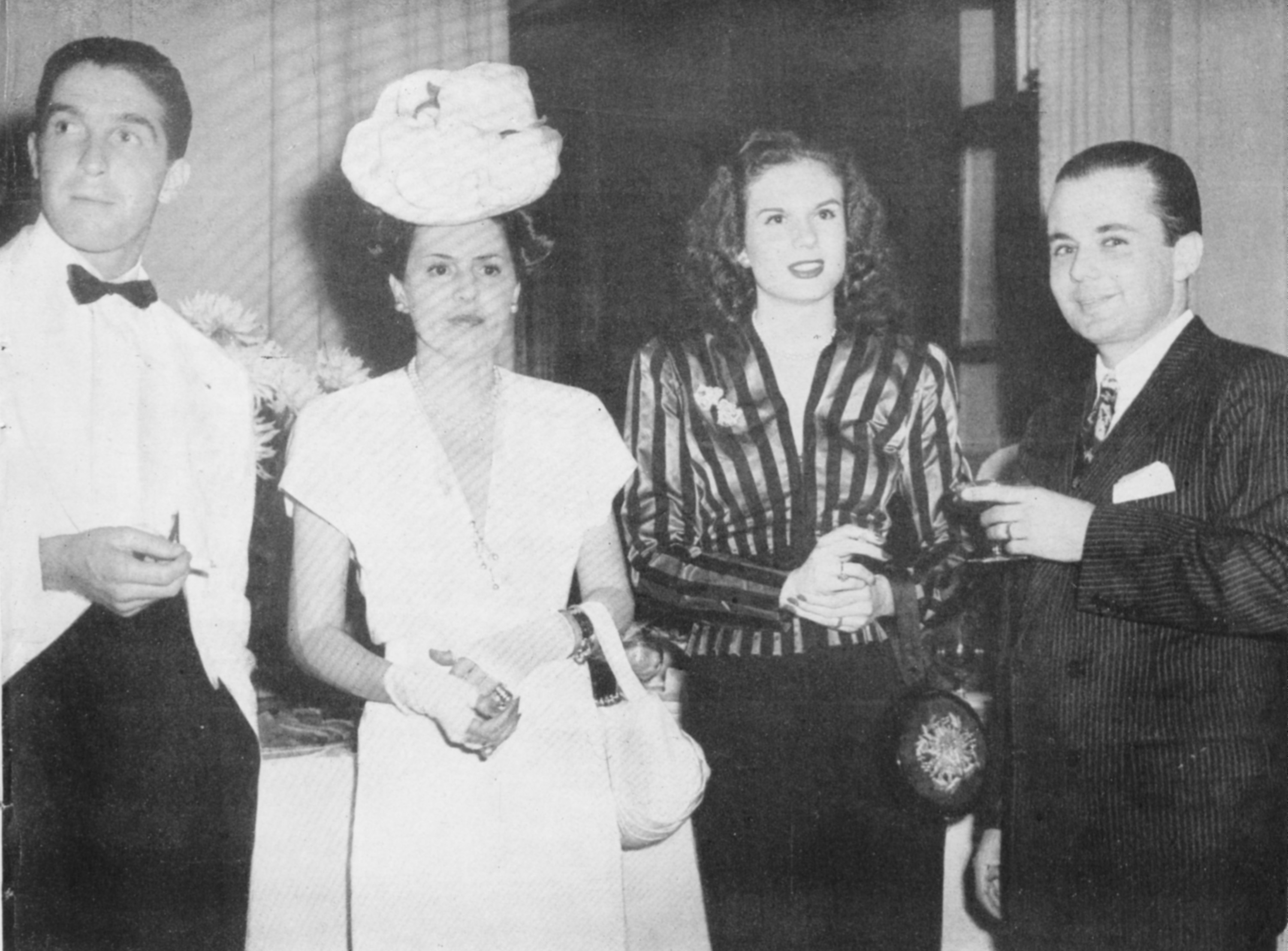
Em recepção no Copa, o príncipe D. João, Nanette de Castro e o casal Dolores e Jorginho, 1945.

Dolores, americana nascida em Nova York, era filha do famoso dramaturgo Robert E. Sherwood e de Josephine Sherwood. Em 1954 foi relacionada na exclusiva lista de Cholly Knickbocker (pseudônimo criado pelo magnata da imprensa William Randolph Hearst para as colunas sociais de seus jornais e que, na época, estava a cargo do conde russo Igor Cassini) como uma das mulheres mais elegantes do mundo; esta lista veio selar uma vitória do colunista brasileiro Ibrahim Sued que antes a tinha incluído em sua lista das mais elegantes da revista Manchete, sobre seu rival de O Cruzeiro Jacinto de Thormes, que a excluíra; Jacinto se redimiu, no ano seguinte, colocando-a na lista das mais elegantes do país de 1955. Como exemplo da repercussão dessa "gafe" cometida pelo colunista Thormes, em sua edição de 4 de janeiro de 1955 o colunista social do Correio da Manhã, Roberto de Vasconcelos, sob o titulo de "Dolores Guinle uma das dez mais elegantes do mundo", divulgava: "Uma nota à parte, é para a senhora Dolores Guinle que acaba de ser indicada por um dos cronistas sociais norte-americanos, uma das "dez mais elegantes do mundo" e que, paradoxalmente, não faz parte da lista das dez mais elegantes do Brasil organizada por Jacinto de Thormes", e assinalava o tamanho do erro do colega: "A ausência do nome "Dolores Guinle" da referida lista, foi a primeira grande surpresa do ano, e serviu, mesmo, para tornar ainda mais discutidas e comentadas, as indicações do conhecido cronista."

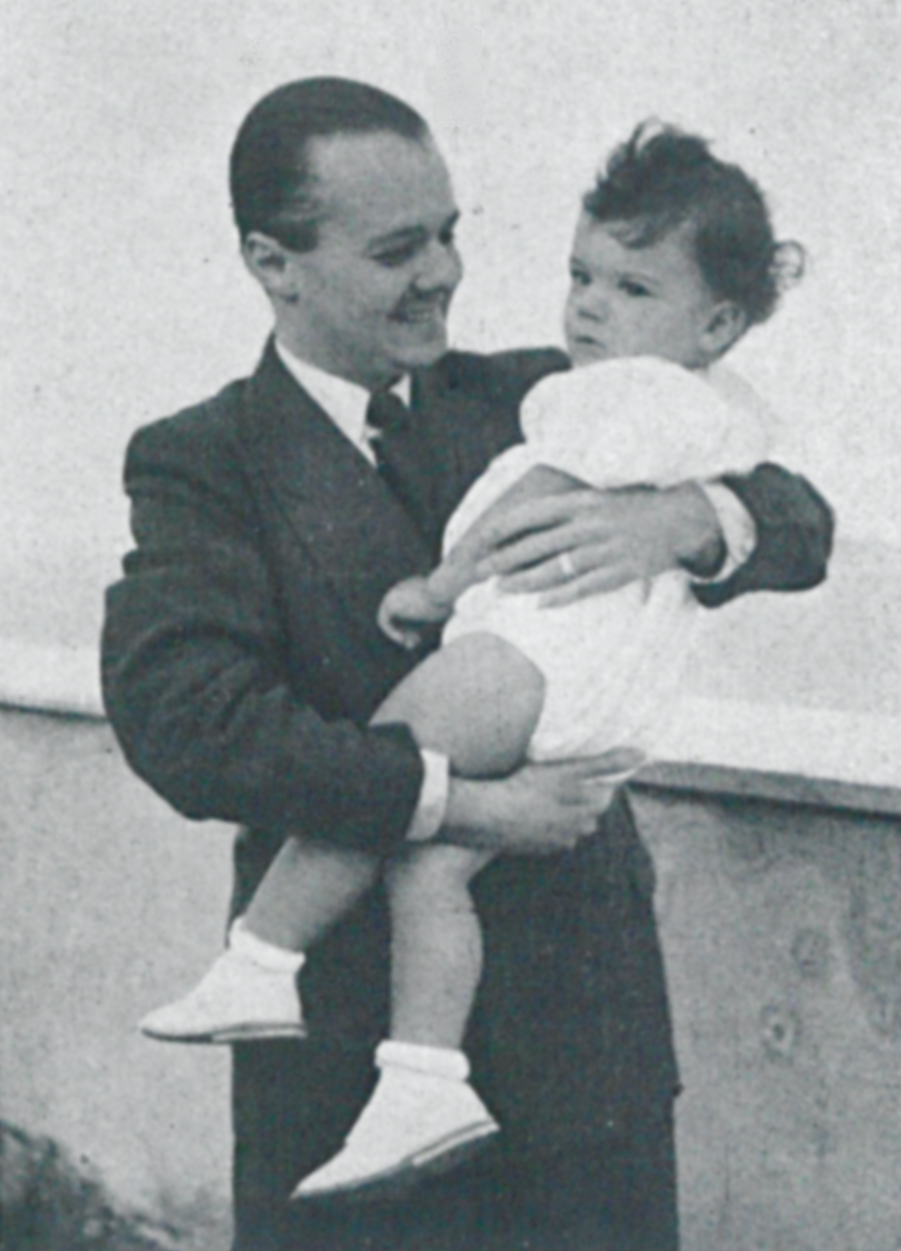
Jorginho e o filho Jorge, 1948.

Com ela teve, em 1947, seu primogênito, que veio a receber o nome do pai, Jorge Eduardo Guinle Filho; ao contrário do pai mulherengo, Jorge era homossexual, fato que assumiu ao pai da seguinte forma, nas palavras de Ionita (segunda esposa do playboy e mãe da filha Georgiana): "Jorge sempre foi um playboy e queria que o filho fosse também, por isso teve um choque quando Jorginho, aos 18 anos lhe disse: 'Pare de me arrumar namoradas porque sou homossexual e estou feliz com isso' (...) Jorge, que estava na banheira, quase se afogou com o susto." Quando se recuperou, disse a ele: “Você está em ótima companhia: Michelangelo e da Vinci”. Apesar do choque inicial, acabaram se tornando grandes amigos, e o filho se tornou um grande "homerengo", no dizer de um amigo.
No final de 1954 Dolores foi para Nova York com o filho, e Jorginho seguiu alguns dias depois, mas lá não se demorou - a mulher entrara com um pedido de divórcio, surpreendendo a todos.
Ionita Salles Pinto, recém-separada e já com dois filhos, era uma das mulheres mais bonitas do Rio e recebeu de Jorginho a seguinte proposta que a conquistara: “É a última vez que te peço em casamento. Tenho 52 anos, você, 20. Me dê dois anos de sua vida. Para você, isso não é nada; para mim, a vida inteira”: ficaram juntos por sete anos. A segunda filha, Georgiana (1972), é fruto de seu casamento com Ionita. O casal viajou o mundo, e não perdia a cerimônia de entrega do Oscar onde a bela esposa do homem que conheciam por "Mr. Brazil" atraía a atenção dos paparazzi. Foi contudo numa das edições do Oscar que a esposa resolvera não ir - ela então ligou para o jovem fotógrafo Antonio Guerreiro, a quem sempre indicava fregueses, e falou-lhe: "É Ionita. Tô no Galeão... O Jorge está indo para a entrega do Oscar e resolvi não ir... Tô indo pra sua casa agora... Porque hoje vai começar nosso caso!"; os dois então passaram a morar juntos. Ela morreu aos 69 anos, em 28 de outubro de 2015.
Em seguida Jorginho teve uma união com a então atriz de pornochanchada, Tânia Caldas, que depois se casaria com o ator Raul Cortez; em seu apartamento (bem luxuoso onde ambos moraram por alguns anos e que mais tarde seria vendido ao casal Angelo Alimonti e Christiane) ela posou para a revista Status e, ao final da relação, deu a ela um apartamento.
Finalmente teve um quarto casamento, com Maria Helena Carvalho, que também posou para uma revista masculina, causando escândalo na sociedade carioca. Seu filho mais novo, Gabriel, nasceu quando o pai tinha já 67 anos de idade (1983), e o garoto ainda chegou a desfrutar um pouco do luxo na mansão que Jorginho possuía no Flamengo, a mesma que hospedara certa feita o ex-Beatle George Harrison. Ainda assim Gabriel crescera sob as cobranças dos amigos que lhe diziam ter ficado sem nada pois o pai gastara tudo ou, ainda, querendo saber quais as suas conquistas amorosas sendo filho de quem era. Era filho da quarta e última esposa de Jorge, Maria Helena, que tinha cerca de 25 anos quando ele nasceu (1983).
Em outubro de 1986 seu primogênito Jorge Eduardo, já um consagrado artista plástico, começou a manifestar os sintomas da AIDS, então uma doença quase desconhecida e sem tratamento; seu quadro foi se agravando até que no começo do ano seguinte um médico no Rio sugeriu que fizesse um teste; ele concordou fazê-lo em Nova York, onde a mãe morava, depois de seu aniversário de 40 anos, em 14 de março. Ele nunca divulgou o resultado positivo, e nem admitia ter a doença - nem para o companheiro com quem vivia há 15 anos - Marco Rodrigues, um fotógrafo cearense. Com o agravamento rápido de seu quadro clínico, voltou para Nova York e foi internado no Sloane Kettering Memorial Hospital, onde chegou já pesando 40 kg, metade de seu peso.
Na madrugada de 11 de maio de 1987 Dolores ligou para o ex-marido em seu apartamento em Botafogo, dizendo para que ele fosse rápido aos Estados Unidos pois o filho não iria durar muito; Guinle e a mulher Maria Helena embarcaram, e em 18 de maio o filho artista morreu, uma das primeiras e das mais notórias vítimas da AIDS no Brasil até então. Sua esposa então protagonizou uma pequena confusão, pois queria que o convite para a missa em memória ao Jorge Filho, a ser celebrada na igreja de Nossa Senhora do Carmo não trouxesse o nome de Georgiana, filha de Ionita, pois não suportava lembrar os casamentos anteriores do marido. Jorginho e Maria Helena se separaram na década de 1990.
Quanto ao uso de cocaína Jorge Guinle declarou, aos 76 anos, em 1992: "Muita gente que frequenta a noite cheira cocaína. Eu cheirei bastante quando era mais jovem, como todo mundo no Rio de Janeiro. Hoje prefiro um bom uísque, mas não recusaria o pó se me oferecessem". Chegou, contudo, a dizer que não gostava, e que usava apenas "socialmente" nos tempos de Estados Unidos e nos anos 1970 quando a droga era servida em bandejas de prata nas festas. Era considerado um "guloso" ao comer, apesar do paladar refinado; foi ele quem primeiro se serviu de javali no exclusivo restaurante carioca Antiquarius, quando de sua inauguração.
| Eduardo Palassin Guinle | Eduardo Palassin Guinle | Eduardo Palassin Guinle | Eduardo Palassin Guinle | Eduardo Palassin Guinle   | Eduardo Palassin Guinle   |                           |                           |                           |                           |  |  | Guilhermina Coutinho da Silva Guinle | Guilhermina Coutinho da Silva Guinle | Guilhermina Coutinho da Silva Guinle | Guilhermina Coutinho da Silva Guinle | Guilhermina Coutinho da Silva Guinle | Guilhermina Coutinho da Silva Guinle |                     |                     |  |  | Manuel Jorge de Oliveira Rocha | Manuel Jorge de Oliveira Rocha | Manuel Jorge de Oliveira Rocha | Manuel Jorge de Oliveira Rocha | Manuel Jorge de Oliveira Rocha | Manuel Jorge de Oliveira Rocha |                                |                                |                                |                                |  |  | Isaura Godoy Kelly Botelho | Isaura Godoy Kelly Botelho | Isaura Godoy Kelly Botelho | Isaura Godoy Kelly Botelho | Isaura Godoy Kelly Botelho | Isaura Godoy Kelly Botelho |  |  |  |  |  |  |  |  |  |  |  |  |  |  |  |  |
| Eduardo Palassin Guinle | Eduardo Palassin Guinle | Eduardo Palassin Guinle | Eduardo Palassin Guinle | Eduardo Palassin Guinle   | Eduardo Palassin Guinle   |                           |                           |                           |                           |  |  | Guilhermina Coutinho da Silva Guinle | Guilhermina Coutinho da Silva Guinle | Guilhermina Coutinho da Silva Guinle | Guilhermina Coutinho da Silva Guinle | Guilhermina Coutinho da Silva Guinle | Guilhermina Coutinho da Silva Guinle |                     |                     |  |  | Manuel Jorge de Oliveira Rocha | Manuel Jorge de Oliveira Rocha | Manuel Jorge de Oliveira Rocha | Manuel Jorge de Oliveira Rocha | Manuel Jorge de Oliveira Rocha | Manuel Jorge de Oliveira Rocha |                                |                                |                                |                                |  |  | Isaura Godoy Kelly Botelho | Isaura Godoy Kelly Botelho | Isaura Godoy Kelly Botelho | Isaura Godoy Kelly Botelho | Isaura Godoy Kelly Botelho | Isaura Godoy Kelly Botelho |  |  |  |  |  |  |  |  |  |  |  |  |  |  |  |  |
|                         |                         |                         |                         |                           |                           |                           |                           |                           |                           |  |  |                                      |                                      |                                      |                                      |                                      |                                      |                     |                     |  |  |                                |                                |                                |                                |                                |                                |                                |                                |                                |                                |  |  |                            |                            |                            |                            |                            |                            |  |  |  |  |  |  |  |  |  |  |  |  |  |  |  |  |
|                         |                         |                         |                         | Carlos Guinle             | Carlos Guinle             | Carlos Guinle             | Carlos Guinle             | Carlos Guinle             | Carlos Guinle             |  |  |                                      |                                      |                                      |                                      |                                      |                                      |                     |                     |  |  |                                |                                |                                |                                | Gilda de Oliveira Rocha Guinle | Gilda de Oliveira Rocha Guinle | Gilda de Oliveira Rocha Guinle | Gilda de Oliveira Rocha Guinle | Gilda de Oliveira Rocha Guinle | Gilda de Oliveira Rocha Guinle |  |  |                            |                            |                            |                            |                            |                            |  |  |  |  |  |  |  |  |  |  |  |  |  |  |  |  |
|                         |                         |                         |                         | Carlos Guinle             | Carlos Guinle             | Carlos Guinle             | Carlos Guinle             | Carlos Guinle             | Carlos Guinle             |  |  |                                      |                                      |                                      |                                      |                                      |                                      |                     |                     |  |  |                                |                                |                                |                                | Gilda de Oliveira Rocha Guinle | Gilda de Oliveira Rocha Guinle | Gilda de Oliveira Rocha Guinle | Gilda de Oliveira Rocha Guinle | Gilda de Oliveira Rocha Guinle | Gilda de Oliveira Rocha Guinle |  |  |                            |                            |                            |                            |                            |                            |  |  |  |  |  |  |  |  |  |  |  |  |  |  |  |  |
|                         |                         |                         |                         |                           |                           |                           |                           |                           |                           |  |  |                                      |                                      |                                      |                                      |                                      |                                      |                     |                     |  |  |                                |                                |                                |                                |                                |                                |                                |                                |                                |                                |  |  |                            |                            |                            |                            |                            |                            |  |  |  |  |  |  |  |  |  |  |  |  |  |  |  |  |
|                         |                         |                         |                         |                           |                           |                           |                           |                           |                           |  |  |                                      |                                      | Jorge Guinle                         |                                      |                                      |                                      |                     |                     |  |  |                                |                                |                                |                                |                                |                                |                                |                                |                                |                                |  |  |                            |                            |                            |                            |                            |                            |  |  |  |  |  |  |  |  |  |  |  |  |  |  |  |  |
|                         |                         |                         |                         |                           |                           |                           |                           |                           |                           |  |  |                                      |                                      |                                      |                                      |                                      |                                      |                     |                     |  |  |                                |                                |                                |                                |                                |                                |                                |                                |                                |                                |  |  |                            |                            |                            |                            |                            |                            |  |  |  |  |  |  |  |  |  |  |  |  |  |  |  |  |
|                         |                         |                         |                         |                           |                           |                           |                           |                           |                           |  |  |                                      |                                      |                                      |                                      |                                      |                                      |                     |                     |  |  |                                |                                |                                |                                |                                |                                |                                |                                |                                |                                |  |  |                            |                            |                            |                            |                            |                            |  |  |  |  |  |  |  |  |  |  |  |  |  |  |  |  |
|                         |                         |                         |                         |                           |                           |                           |                           |                           |                           |  |  |                                      |                                      |                                      |                                      |                                      |                                      |                     |                     |  |  |                                |                                |                                |                                |                                |                                |                                |                                |                                |                                |  |  |                            |                            |                            |                            |                            |                            |  |  |  |  |  |  |  |  |  |  |  |  |  |  |  |  |
|                         |                         |                         |                         | Dolores Sherwood Bosshard | Dolores Sherwood Bosshard | Dolores Sherwood Bosshard | Dolores Sherwood Bosshard | Dolores Sherwood Bosshard | Dolores Sherwood Bosshard |  |  |                                      |                                      | Ionita Salles Pinto                  | Ionita Salles Pinto                  | Ionita Salles Pinto                  | Ionita Salles Pinto                  | Ionita Salles Pinto | Ionita Salles Pinto |  |  |                                |                                | Maria Helena Carvalho          | Maria Helena Carvalho          | Maria Helena Carvalho          | Maria Helena Carvalho          | Maria Helena Carvalho          | Maria Helena Carvalho          |                                |                                |  |  |                            |                            |                            |                            |                            |                            |  |  |  |  |  |  |  |  |  |  |  |  |  |  |  |  |
|                         |                         |                         |                         | Dolores Sherwood Bosshard | Dolores Sherwood Bosshard | Dolores Sherwood Bosshard | Dolores Sherwood Bosshard | Dolores Sherwood Bosshard | Dolores Sherwood Bosshard |  |  |                                      |                                      | Ionita Salles Pinto                  | Ionita Salles Pinto                  | Ionita Salles Pinto                  | Ionita Salles Pinto                  | Ionita Salles Pinto | Ionita Salles Pinto |  |  |                                |                                | Maria Helena Carvalho          | Maria Helena Carvalho          | Maria Helena Carvalho          | Maria Helena Carvalho          | Maria Helena Carvalho          | Maria Helena Carvalho          |                                |                                |  |  |                            |                            |                            |                            |                            |                            |  |  |  |  |  |  |  |  |  |  |  |  |  |  |  |  |
|                         |                         | Jorge Eduardo Guinle    | Jorge Eduardo Guinle    | Jorge Eduardo Guinle      | Jorge Eduardo Guinle      | Jorge Eduardo Guinle      | Jorge Eduardo Guinle      |                           |                           |  |  |                                      |                                      | Georgiana                            | Georgiana                            | Georgiana                            | Georgiana                            | Georgiana           | Georgiana           |  |  |                                |                                | Gabriel                        | Gabriel                        | Gabriel                        | Gabriel                        | Gabriel                        | Gabriel                        |                                |                                |  |  |                            |                            |                            |                            |                            |                            |  |  |  |  |  |  |  |  |  |  |  |  |  |  |  |  |

## Aposentadoria e trabalhos

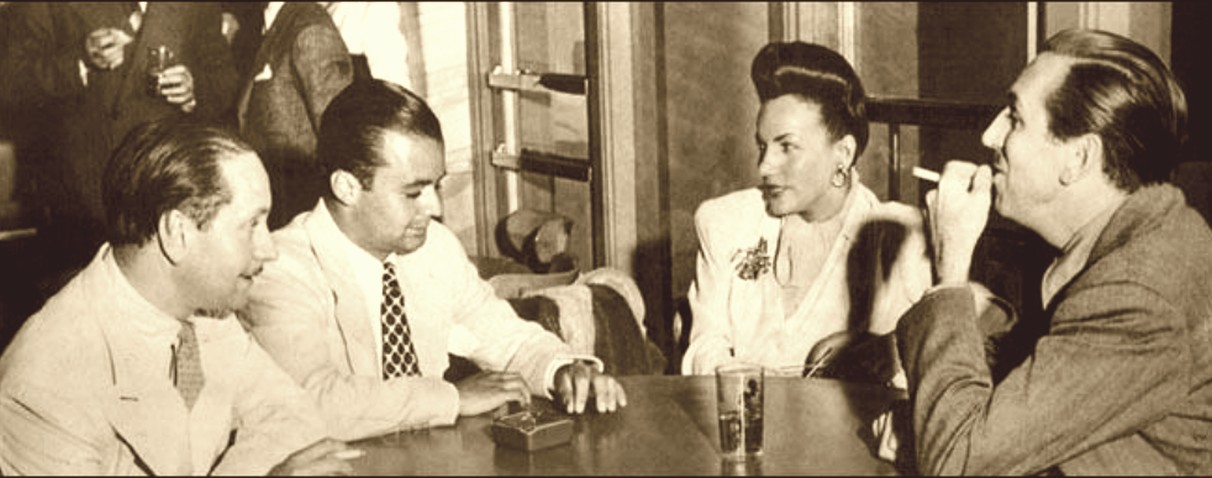
Ao lado de Carmen Miranda, Jorginho com Walt Disney no lançamento do personagem Zé Carioca, em 1943.

Com o fim da concessão do porto de Santos em 1972, as coisas começaram a mudar para ele. Desfez-se aos poucos dos seus bens para manter o estilo de vida, perdendo assim a coleção de trens em miniatura, o Rolls-Royce e até a coleção de discos de jazz. Ao final sobrevivia com a renda de uma aposentadoria junto ao INSS pouco superior a R$ 1.550,00 ao mês.
Já em 1963 Guinle aparecia numa propaganda de uísque nacional, onde numa foto dele um balão trazia como sua fala: "Red Seal... finalmente um whisky à altura dos importados!"
Em 1982 Jorginho foi garoto-propaganda em anúncios de um empreendimento imobiliário, chamado Barra Palace; ele aparecia, dizendo: "Eu conheço um monte de palácios nesta vida. Você vai gostar deste palácio, ou meu nome não é Jorginho Guinle."
O Copa foi vendido em 1989, por US$ 23 milhões a James Sherwood dono da rede de hotéis e trens de luxo Orient Express. Na festa de 80 anos do hotel em 2003 Jorginho acabou por ser a principal atração: os convidados queriam conhecê-lo, falar com ele, tirar fotos.
Em 1996, por ocasião de seus 80 anos de vida, o colunista Zózimo Barrozo do Amaral registrou em O Globo: “O convívio com Jorge Guinle – 80 anos de boas maneiras – é mais do que um prazer, um permanente aprendizado. O cavalheirismo e a educação de Jorginho em qualquer circunstância são de como um cidadão deve se comportar em sociedade.”
No ano 2000 Guinle apareceu numa série de comerciais de uma marca de lingerie, onde o slogan lembrava seus tempos áureos: "Não existe nada melhor do que viver de renda"; a jogada de marketing era uma aposta da empresa em usar a imagem do playboy com irreverência, e vinha num momento em que a mesma enfrentava uma crise financeira.
Em 2001 ele ainda tentou outro trabalho, servindo de guia turístico para viagens aos pontos glamorosos pelos Estados Unidos e Europa, mas o projeto foi abandonado após os ataques de 11 de setembro.
Dependia da generosidade dos amigos e familiares, como a amiga Ruth de Almeida Prado, que o hospedava em seu apartamento, num quarto com duas camas de solteiro uma estante, e algumas poucas recordações dos tempos áureos. Ainda recebia depósitos da família do amigo de infância, Baby Monteiro de Carvalho, de 12 mil reais, e receber a aposentadoria o incomodava: "Não fiz nada de produtivo na vida e tenho esse direito. Há tanta gente pobre que trabalhou mais do que eu e recebe quantias vergonhosas. Isso diz muito da injustiça do País."

## Morte

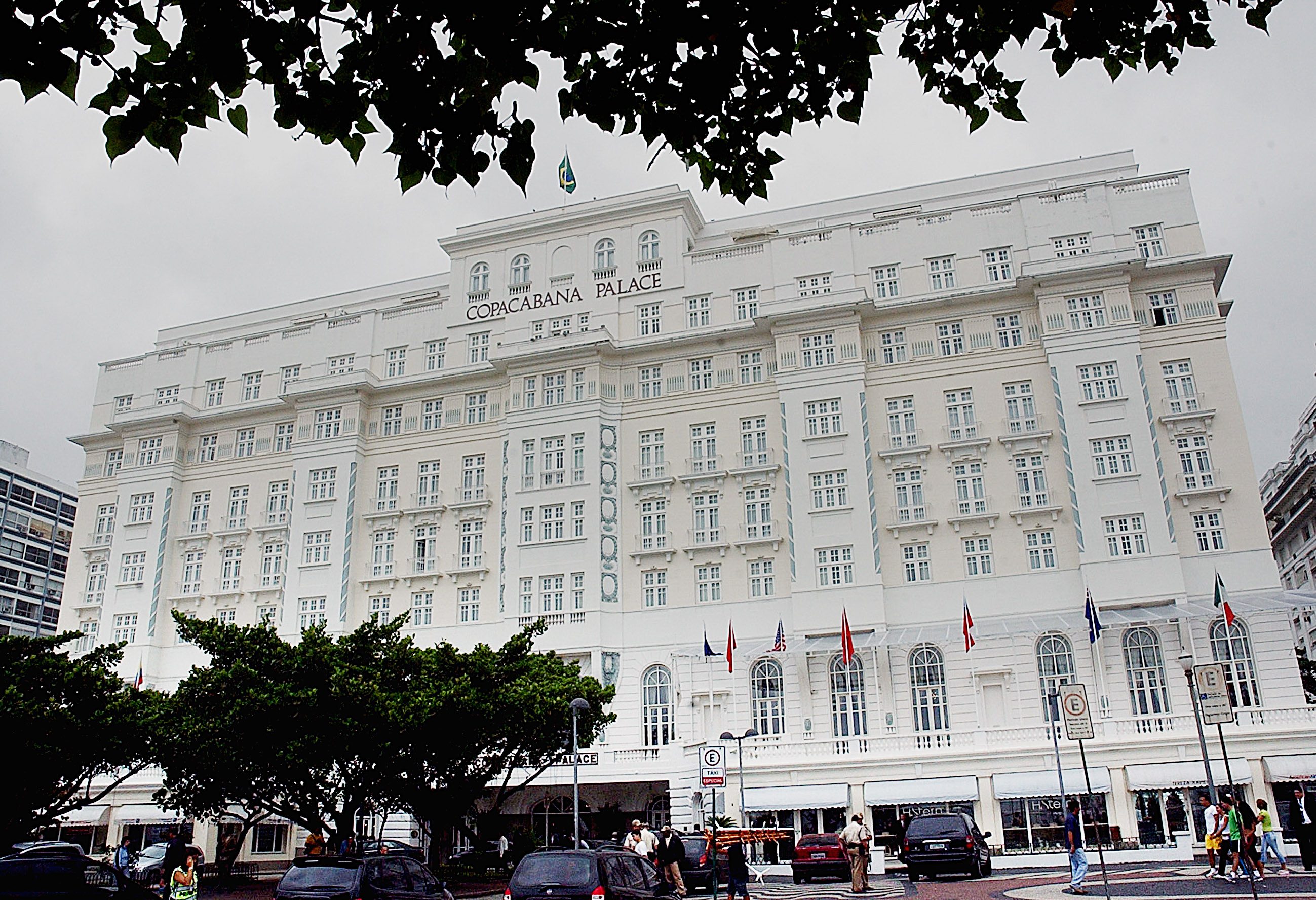
O "céu": Jorginho quis morrer no Copacabana Palace.

Jorge Guinle sofrera um aneurisma da aorta abdominal e fora internado no hospital municipal de Ipanema, com um quadro de desidratação, desnutrição e arritmia cardíaca, ali ficando menos de uma semana e, perto de morrer, assinou um termo de responsabilidade e deixou as instalações médicas, pois queria passar os últimos instantes "no céu" - como chamava seu quarto de número 153 no Copa, com vista para o mar.
Foi levado pelo caçula, Gabriel; no hotel teve por última refeição estrogonofe de frango, prato este considerado demasiado simples, milk-shake de baunilha e sorvete de framboesa; antes de deitar-se ele tomou um chá inglês, ouviu John Coltrane e, às quatro horas da madrugada de 5 de março de 2004, encerrou a vida.
Seguindo suas orientações, não houve cerimônia religiosa em seu velório, que ocorreu no Cemitério São João Batista, onde foi sepultado às 11:40 h do dia seguinte à sua morte.
Sobre sua vida, deixou declarado: "Eu não tenho arrependimentos (...) Tive uma vida muito melhor do que eu poderia ter imaginado. Conheci  Hollywood de A a Z e tive meu grande momento. Posso não ter mais dinheiro, mas quando eu durmo, eu sonho com Marilyn".

## Pós-morte: os filhos
Em 2011 seu filho mais novo, Gabriel, fora detido comprando maconha na rua Barata Ribeiro, no Rio, e uma investigação sigilosa foi aberta pela Secretaria Especial de Administração Penitenciária do Rio de Janeiro (Seap), onde ele trabalhava como guarda penitenciário lotado no Presídio de Bangu III, a fim de investigar se ele estaria traficando para os internos - suspeita que fora levantada por denúncias anônimas. Gabriel negou as acusações; em 2013 ele se reuniu com dois amigos no "Copa" para comemorar a venda de alguns terrenos - os últimos que possuía da herança paterna.
Georgiana e o irmão estavam preparando material para realizar um documentário sobre o pai, mostrando aspectos positivos de seu modo de vida, tomando por base um diário fictício em que este traria anotações sobre os fatos que testemunhara. Com título provisório de "O Diário do Playboy", o projeto ficaria a cargo do estreante cineasta Otávio Escobar, tendo o ator Bruno Gagliasso no papel de Jorginho. Gabriel estudou direito, e Georgiana é produtora de eventos.

## Importância para o turismo e o carnaval
O trabalho de divulgação do país, feito por Jorginho, foi reconhecido já em 1955, quando o colunista Roberto de Vasconcelos assinalou: "Bem poucas pessoas da sociedade brasileira reúnem as qualidades que Jorge Guinle possui" e antevê: "Se algum dia se criar um órgão do Turismo, na sua história, por ordem cronológica o seu nome será escrito como pioneiro."
Vasconcelos lembra que, naquela época, os moradores de outros países viam um Brasil onde cobras andavam pelas ruas e o Rio de Janeiro ficava na Argentina; compara o trabalho que fizera por ocasião do Festival Internacional de Cinema, idealizado e realizado por ele e grande sucesso em maior parte por seu trabalho de divulgação do país no exterior, com outro ocorrido em Punta del Este,  e diz ser Jorginho "o admirável 'public relations' do Brasil."
Em 1961 o famoso colunista Earl Wilson registrava que eram tantos os convidados estadunidenses que vieram para o carnaval do Rio que lotaram o Copacabana Palace de tal forma que Jorge Guinle não conseguiria uma mesa para acomodar dezoito pessoas.
Em 1974, por exemplo, o colunista Zózimo noticiava que Jorginho falara ao telefone com o agente de artistas, John Maschio, "figura bem relacionada de Hollywood, amigo e conselheiro do mundo artístico" sobre os artistas que viriam naquele ano para o carnaval; o americano sugerira Gene Kelly ou Kirk Douglas - enquanto Guinle pleiteava por Charles Bronson ou Steve McQueen.
O mesmo colunista reportava, anos depois, que os socialites estrangeiros davam mostra de desinteresse pelo carnaval do Rio, em 1982 – e uma demonstração era um comentário do Jorginho: “Nesta época pré-carnavalesca eu sempre tive que me esconder para não ter que dizer não aos meus amigos estrangeiros que me telefonavam pedindo hospedagem em minha casa. Este ano, não recebi até agora nenhum telefonema neste sentido".

## Paixão e conhecimento do jazz

Capa da edição de 2002 de Jazz Panorama.

A paixão de Jorginho pelo jazz teve início quando ouviu aos 11 anos "Jubilee Stomp", de Duke Ellington, testemunhando a evolução do estilo ao longo dos próximos 77 anos, e publicando em 1953 a primeira obra do país sobre ele, intitulada "Jazz Panorama" - livro que foi em 2002 relançado pela Editora José Olympio. Cumpre observar que essa primazia é relativa: a obra "Jazz Panorama", de Guinle, foi editada ao mesmo tempo em que Sérgio Porto, pela governamental coleção "Os Cadernos de Cultura", lançara o seu "Pequena História do Jazz".
Este trabalho teve apresentação do poeta Vinícius de Moraes, onde declara: "De Jorge Guinle posso dizer que ninguém no Brasil, e muito pouca gente no mundo, possui a sua cultura e o seu cabedal jazzístico". Ele de fato conhecera pessoalmente os maiores expoentes do ritmo, como Louis Armstrong, Charlie Parker, Billie Holliday e  Zoot Sims, e mesmo aos 87 anos ainda era visto em um festival de jazz.
Nos anos 1940 ele chegou a ajudar no financiamento das primeiras gravações de futuros astros do bebop como Dizzy Gillespie, Charlie Parker, Max Roach, Thelonius Monk e Oscar Pettiford. Em depoimento na sua autobiografia, o músico Bud Freeman reforça duas coisas sobre Jorginho: a primeira, a de que as pessoas acreditavam que ele era dos "homens mais ricos do mundo" e a segunda o apoio que dava aos artistas iniciantes do jazz, convidando-o para um contrato de dois anos no Brasil, no qual ficou por quatro meses pois a esposa adoecera.

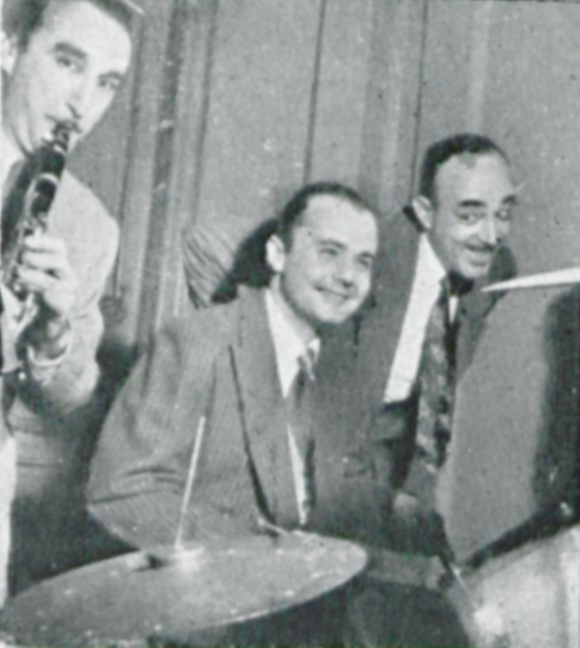
Jorginho toca numa recepção em sua casa, 1946.

Um outro exemplo de amizade com músicos tem-se na vinda de Frankie Laine ao Brasil em sua lua-de-mel, em 1950; o cantor não participou de nenhum evento público nos dias em que ficou no país, seu único compromisso foi uma recepção em sua homenagem na casa de Jorginho.
Sua coleção de discos era famosa, e durante suas viagens a Nova York dividia o tempo entre as festas e os clubes jazzísticos, como registrou a colunista Danuza Leão. Foi um fã precoce de Dizzy Gillespie e Charlie Parker, além de privar da amizade de Louis Armstrong. Jorginho tocava saxofone, em suas palavras "não muito bem", mas deixou a marca de que sua verdadeiramente grande paixão foi mesmo o jazz.
Sobre o fato de seu pai e parentes haverem sustentado vários músicos e ele não, desculpou-se : “Eu só não fui um mecenas como eles por não ter sido rico o suficiente”. Mesmo assim, quando visitavam o país, os músicos ficavam no Copa e varavam noites em sua casa em jam sessions. Vinícius de Morais conta que ele e Jorginho percorriam Nova York e Nova Orleans atrás de endereços privilegiados que lhes permitissem ouvir boa música.
Conheceu Frank Sinatra quando este ainda era crooner da banda de Tommy Dorsey, em 1942. Quando Dorsey veio ao Brasil, chegou com um dia de atraso após passarem por Trinidad, pela Venezuela, uma escala em Belém e finalmente o Rio, chegando às quatro horas da manhã: eram esperados por Jorginho com seis Rolls-Royces para os conduzir; Guinle chegou a sentar-se na bateria durante uma das apresentações cariocas de Dorsey.
Junto a Ricardo Cravo Albin dirigia o Clube de Jazz e Bossa, no Rio, pelo qual em 1967 concederam a Pixinguinha a honraria da "Comenda Ordem da Bossa" da entidade. Albin apresentou de 1963 a 1965, na Rádio Roquette-Pinto o programa "Jazz: música do século XX", e Jorginho estava sempre colaborando; neste último ano fundaram, na boate "K-Samba", o "Clube", reunindo um grupo de jazzófilos que incluía - além dos dois - pessoas como Ary Vasconcelos, Sérgio Porto, Vinicius de Moraes, Tom Jobim, Everardo Castro, Robert Celerier, Luiz Orlando Carneiro e outros. Tendo Jorginho por presidente, O Clube realizava jam sessions  todas as semanas e acabou por revelar alguns músicos, além de homenagear outros tantos; a experiência durou até 1967.
Jorge Guinle levava muito a sério o jazz, a ponto de considerar que ser crítico desse tipo musical seria sua "verdadeira profissão". Para coroar essa ligação dizia que, em seu epitáfio, não queria o tradicional "aqui jaz", e sim "aqui jazz".

## Crítica comportamental
O termo playboy — significando o "homem elegante e rico, que devota sua vida à busca do prazer" — é uma criação midiática e surge em 1907; foi contudo em meados do século XX que a conduta e seu personagem tiveram maior exposição, quando a mídia transformou suas vidas pessoais em assunto para o grande público: o seu comportamento, no dizer do pesquisador Antônio José Saggese, fez com que o prazer que procuravam também fosse estendido à exposição midiática: o playboy tinha seu "narcisismo potencializado pela mídia que celebra cada festa, cada conquista amorosa, cada escândalo, desses personagens que, na escassez do pós-guerra, dissipam fortunas".
O incremento da técnica fotográfica nas revistas de grande circulação possibilitou a divulgação dessas conquistas; o playboy estava "no topo da cadeia alimentar: os grandes predadores" e suas conquistas eram "legitimadas pela mídia", ainda na análise de Saggese. Integravam este chamado "jet set" que atendia à curiosidade ávida do público figuras como Porfírio Rubirosa, Ali Khan, Bob Zagury, Baby Pignatary, Gunther Sachs e Jorge Guinle que "seduz as divas do cinema com joias caras e temporadas no Copacabana Palace".
O fenômeno do playboy e sua conduta "predatória" fez surgir os paparazzi, que funcionavam como um "caçador na tocaia dessa fera"; o gasto ostentatório e o furor erótico são a mercadoria que se vende, e o playboy figura qual um criminoso, contrariando as condutas morais puritanas que pregam a "acumulação da riqueza e do sêmen"; Rubirosa declarou: "A maioria dos homens tem a ambição de ganhar dinheiro; a minha é gastá-lo".
A época de Jorginho foi ainda marcada por um jornalismo que produzia um colunismo social voltado para retratar as elites do país sem qualquer compromisso com as demais camadas sociais, ou mesmo de forma como se estas não existissem; os colunistas defendiam seu modus vivendi, e muitos deles agiam "confundindo-se com seus objetos de reportagem" e "tomavam partido. Defendiam com unhas e dentes o direito da elite ser um espetáculo em si mesmo", vindo mais tarde a tornar-se decadente, a ponto de Ricardo Boechat (que fora colaborador de Ibrahim Sued) citar Guinle para justificar o fim do colunismo fútil, em 1999: "o milionário de hoje tem outro nível de consciência, sabe o quanto é deselegante falar em riqueza", levando-se à conclusão de que "o que existe hoje seria uma atividade fundada em restos inautênticos de uma época fausta que desabou com o envelhecimento dos heróis da vida frívola"; a despeito disto, e da perda de prestígio dos colunistas, a imprensa brasileira não evoluiu, continuando por motivos mais complexos a reportar de forma superficial e frívola a vida dos ricos e famosos.
A colunista da Folha de S. Paulo Cecília Giannetti, por exemplo, registrou em fevereiro de 2008 que "Hoje, em tempos de silicone, quando qualquer adolescente de bermudão e chinelos pode ganhar a alcunha de playboy, a festa não pode parar", em contraposição aos tempos de Guinle: "Foi lá [no Copa] que o bustiê de Jayne Mansfield caiu em 1959 e que Jorginho Guinle mostrou o que significava o título de playboy".

## Impacto cultural
Em 1950 Guinle inspirou o escritor e teatrólogo Guilherme Figueiredo ao transpor sua conduta de playboy que o momento histórico enfatizava para um contexto da mitologia clássica em sua peça "Um Deus Dormiu Lá em Casa".
No seu auge, Guinle foi citado na música "Ser Bem" de Roberto Carlos, em seu álbum Louco por Você de 1961; Marcelo Garson diz que "a canção evidencia como o imaginário midiático de glamour e consumo, recheados de signos importados" se refletia no objetivo de ascensão social do artista, que muitas vezes declarou desejar ser cantor, ter carros de corrida e "brotos"; a letra diz: "Ser bem / É no Copa debutar (...) Quer ver o seu nome na coluna todo dia / Pertinho do Jorginho, ao lado do Didu".
Em sua crônica publicada no livro A Cabra Vadia, originalmente lançado em 1970, Nelson Rodrigues dá a dimensão temporal do usuário da aviação, ao citar o socialite: "Quando vou ao Galeão, só uma figura me impressiona. Lá, chegam e partem reis, presidentes, rajás, grã-finos, ministros, Jorginho Guinle, um mandarim. E é, convenhamos, um elenco fascinante."
Num texto de 1982 em que estreava como colunista da revista Veja o escritor Luís Fernando Veríssimo simula uma auto-entrevista e fala de Guinle como "modelo" de pessoa de esquerda, dando humor à citação:  "Mas não me tomem por um esquerdista radical. Não sou nenhum Jorginho Guinle."
Referência como gastador inveterado, Guinle tornou-se no Brasil sinônimo de prodigalidade; neste sentido a comparação feita por Fernando de Holanda Barbosa, quando diz que " Os royalties do petróleo devem se transformar num Plano Jorginho Guinle, o grande playboy brasileiro, que gastou todo seu patrimônio consumindo do bom e do melhor...". Também neste sentido seu nome é usado pelo economista José Luis Oreiro, quando diz "Collor, FHC, Lula e Dilma mantiveram a prática do que poderíamos chamar “finanças Jorginho Guinle”, ou seja, emitir dívida pra financiar consumo".
Guinle surge como personagem no romance de 2010 “La princesa triste del Mercado Cuatro”, do escritor paraguaio Rubén Sapena Brugada; no enredo a personagem principal a que o título se refere, Ana Migdonia Rosaria Monges Caballero, após uma vida de privações e vulgaridades, conhece um diplomata que a instrui em boas maneiras e a melhorar sua cultura; ela então se muda ao Brasil onde cai nas mãos do playboy Jorge Guinle.
Também em 2010 a conduta de Jorginho foi analisada sob a ótica da economia pessoal, por Moshe A. Milevsky e Anna Abaimova, no artigo "Risk Management During Retirement" (gerenciamento de riscos durante a aposentadoria), na obra "Retirement Income Redesigned: Master Plans for Distribution".